# Congre commun
 (avril 2023).
Si vous disposez d'ouvrages ou d'articles de référence ou si vous connaissez des sites web de qualité traitant du thème abordé ici, merci de compléter l'article en donnant les références utiles à sa vérifiabilité et en les liant à la section « Notes et références ».
Conger conger
Espèce
Statut de conservation UICN

 LC  : Préoccupation mineure
Le congre commun (Conger conger), appelé aussi anguille de mer, est une espèce de poissons anguilliformes de la famille des congridés.

## Caractéristiques
- Taille maximale : 300 cm.
- Taille commune : 60-200 cm.

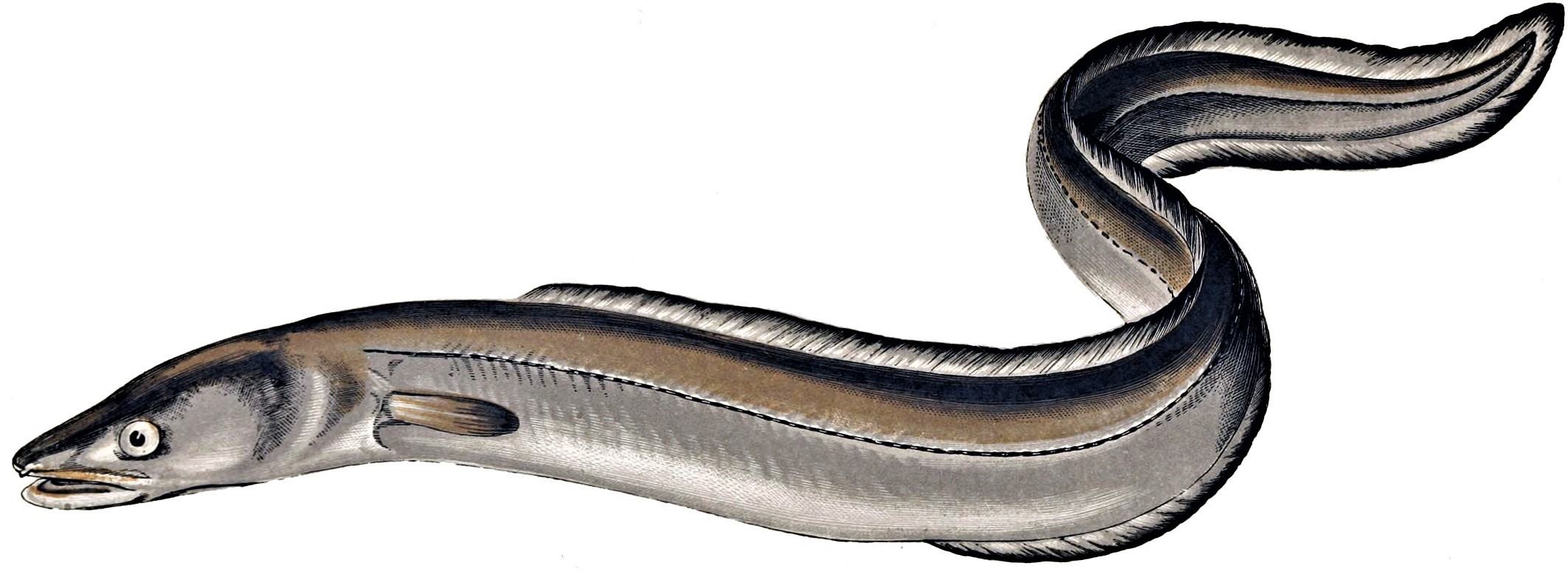
Illustration de Conger conger dans Les Poissons de Henri Gervais.

- Taille minimale autorisée (Arrêté du 26 octobre 2012 déterminant la taille minimale) : 60 cm
- Masse maximale : 110 kg.

Le congre a un corps très allongé gris bleu foncé. Apode, il ne possède pas de nageoires pelviennes. Ses nageoires pectorales sont plus développées et allongées que chez l’anguille. Les nageoires anale et dorsale, dont l'origine est située juste en arrière de l'extrémité des pectorales, sont longues et réunies postérieurement, la nageoire caudale n'étant pas distincte. La mâchoire supérieure est saillante.

## Répartition géographique

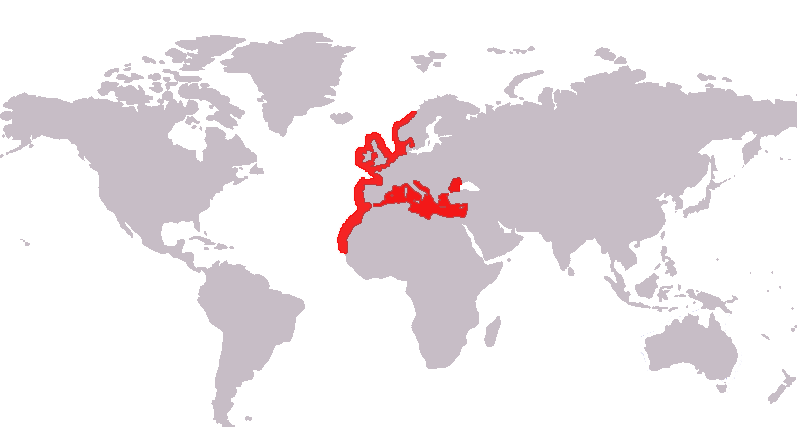
Carte de répartition du congre commun

Zone marine littorale de l'Atlantique nord-est, du sud de l'Islande (rare) et de la Norvège (rare) jusqu'au Sénégal, mer du Nord (rare), Méditerranée et mer Noire.

## Répartition bathymétrique
II se trouve sur tout le plateau continental, de la zone de balancement des marées, au bord du talus continental (-200 à −300 m).

## Habitat

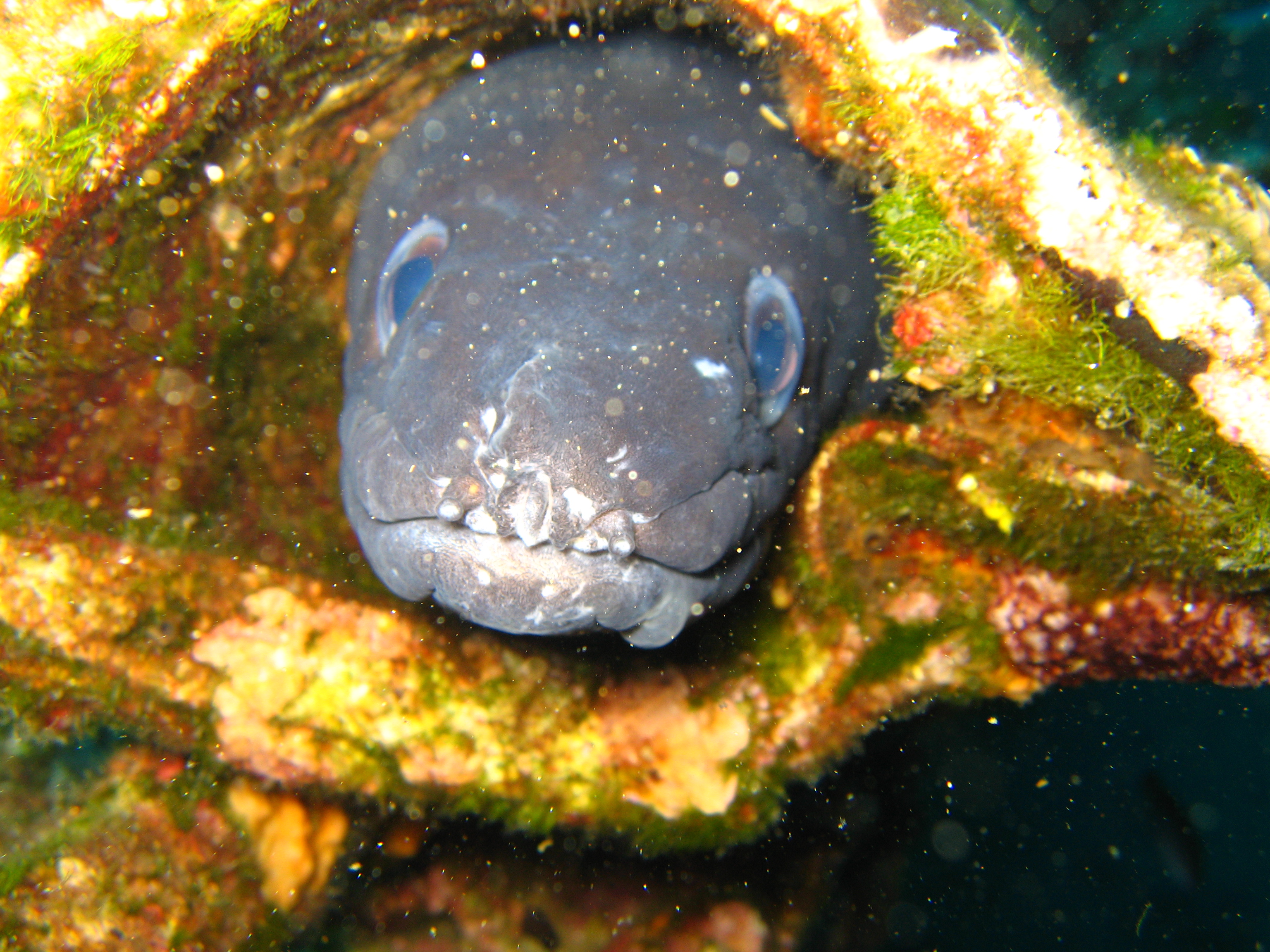
Le congre vit dans les failles rocheuses

Le congre se rencontre de préférence sur les fonds rocheux et sableux, paramètre qui influence la pigmentation de sa peau. Le juvénile, appelé fouet, vit dans les eaux côtières puis migre vers des eaux plus profondes à l'âge adulte.

## Alimentation
Le congre est un prédateur nocturne vorace se nourrissant de poissons, de crustacés et de céphalopodes, il se cache le jour dans les anfractuosités ou sous les roches. Il se déplace lentement et attaque par surprise. Un seul battement de queue lui suffit pour attraper sa proie. Il peut aussi se nourrir de cadavres. Il avale ses proies d'un seul coup ou les déchiquette grâce à de violents mouvements de la face avant et des mâchoires.
On peut le trouver dans des eaux claires et limpides à condition que ses proies soient proches[réf. nécessaire].

## Reproduction
On sait peu de choses sur sa reproduction, on suppose que les congres matures entreprennent une migration pour rejoindre leurs aires de frai situées entre les Açores et Gibraltar. Là, à 3000 ou 4 000 m de profondeur, les adultes se rassemblent et pondent leurs œufs. Comme les autres espèces de congridés, ils ne se reproduisent qu'une fois au cours de leur vie et meurent après la reproduction. Quand l'individu atteint la maturité sexuelle vers 5 à 15 ans, ses intestins dégénèrent et il cesse de s’alimenter. La femelle peut pondre entre 3 et 8 millions d'œufs,.

## Risques pour l'homme
Comme les Murènes (également de l'ordre des Anguilliformes), le congre peut devenir agressif et occasionner de profondes morsures s'il est trop importuné ou blessé. Mais ses attaques restent extrêmement rares :
Il demeure néanmoins la hantise de beaucoup de pêcheurs, il s'emmêle facilement dans les filets et ligne de pêche, bon nombre de pêcheurs ont perdu un doigt lors du décrochage.

## Intérêt économique
Sa chair ferme, un peu grasse, est appréciée dans certaines régions. Le grand nombre d'arêtes de la queue destine cette partie du corps à un apprêt en soupe.
Le congre se pêche surtout aux palangres et aussi à la chasse sous-marine. Il est capturé également aux nasses et accessoirement au chalut. C'est un poisson recherché en pêche sportive.
On le commercialise frais ou congelé et il est consommé frit ou fumé.
L'aiguillat (autre nom du congre) est l'ingrédient principal de l'escavèche de Chimay IGP.

## Autres dénominations

### Nom français régionaux
Manche
fouet : petit (Fécamp),
vigret : petit (Port-en-Bessin),
cougrette : petit (Granville, Cancale), fouette : petit (Cancale),
tremblou : gros (Saint-Malo), sili
mor (Bretagne).
Atlantique
sili mor, fouet : petit
(Bretagne), concrus : petit (île
d'Yeu), fouet : petit
(Saint-Jean-de-Luz), anguira,
orratza (Pays basque).
Méditerranée
mossola (Roussillon),
nègre (Languedoc),
fielas, felat, (Provence),
mourna-grounch (Pays niçois),
grongu (Corse).